# Campeonato Mundial de Atletismo de 2007
El XI Campeonato Mundial de Atletismo se celebró en Osaka (Japón) entre el 25 de agosto y el 2 de septiembre de 2007 bajo la organización de la Asociación Internacional de Federaciones de Atletismo (IAAF) y la Asociación Japonesa de Federaciones de Atletismo.
Las competiciones se realizaron en el Estadio Nagai con capacidad para 50 mil espectadores. Se disputaron 47 pruebas, 24 masculinas y 23 femeninas.

## Imagen
La mascota del evento, llamada Traffie, fue una flama azul basada en los diseños del manga y representa la energía y vitalidad del pueblo japonés. Su nombre deriva de las palabras track and field, que son la denominación inglesa de pista y campo, en referencia a las dos superficies donde se desarrollan las competiciones de atletismo.
El logotipo oficial, O:SA’KA’’ 2007, está basado en la representación del tiempo en un reloj digital, donde la O representa las horas, SA los minutos y KA los segundos.

## Países participantes
Participaron en total 1800 atletas (951 hombres y 849 mujeres) de 197 federaciones nacionales.
| África (CAA) | Asia (AAA) | Europa (EAA) | Norteamérica (NACAC) | Oceanía (OAA) | Sudamérica (ConSudAtle) |
| --- | --- | --- | --- | --- | --- |
| Angola (1/1) · Argelia (8/8) · Benín (1/-) · Botsuana (6/1) · Burkina Faso (1/1) · Burundi (1/1) · Camerún (1/1) · Cabo Verde (1/1) · República Centroafricana (1/1) · Chad (1/1) · República Democrática del Congo (1/1) · Costa de Marfil (-/2) · Egipto (4/-) · Eritrea (3/1) · Etiopía (16/15) · Gabón (1/1) · Gambia (1/1) · Ghana (1/5) · Guinea (1/-) · Guinea-Bisáu (1/1) · Guinea Ecuatorial (1/1) · Kenia (21/16) · Lesoto (1/1) · Liberia (-/1) · Libia (1/-) · Madagascar (1/1) · Malaui (1/1) · Mali (1/1) · Marruecos (20/9) · Mauricio (2/-) · Mauritania (1/1) · Mozambique (1/1) · Namibia (1/1) · Níger (1/-) · Nigeria (9/13) · Ruanda (1/1) · Santo Tomé y Príncipe (-/1) · Senegal (2/1) · Seychelles (1/1) · Sierra Leona (1/-) · Somalia (1/1) · Sudáfrica (3/6) · Sudán (3/3) · Suazilandia (1/1) · Tanzania (5/1) · Togo (-/1) · Túnez (3/-) · Uganda (8/1) · Yibuti (1/1) · Zambia (1/1) · Zimbabue (4/1) | Afganistán (1/-) · Arabia Saudita (9/-) · Baréin (7/1) · Bangladés (-/1) · Brunéi (1/-) · Camboya (1/1) · China (23/32) · Corea del Sur (7/4) · Filipinas (-/1) · Hong Kong (1/1) · India (4/6) · Indonesia (1/1) · Irán (2/-) · Irak (1/-) · Japón (43/34) · Jordania (1/-) · Kazajistán (4/11) · Kuwait (2/-) · Laos (1/-) · Líbano (-/1) · Macao (1/1) · Malasia (-/1) · Maldivas (1/1) · Mongolia (1/1) · Birmania (1/1) · Nepal (1/-) · Pakistán (1/1) · Palestina (-/1) · Catar (12/-) · Singapur (1/1) · Sri Lanka (-/1) · Tailandia (1/1) · República de China (2/1) · Tayikistán (1/1) · Turkmenistán (1/1) · Uzbekistán (2/2) · Yemen (1/1) | Albania (1/-) · Alemania (28/27) · Andorra (1/1) · Armenia (1/-) · Austria (2/1) · Azerbaiyán (1/-) · Bélgica (7/10) · Bielorrusia (9/16) · Bosnia y Herzegovina (1/1) · Bulgaria (2/8) · Chipre (1/1) · Croacia (2/2) · Dinamarca (3/2) · Eslovaquia (11/7) · Eslovenia (8/5) · España (28/18) · Estonia (8/1) · Finlandia (15/9) · Francia (22/24) · Georgia (1/-) · Gibraltar (1/-) · Grecia (10/14) · Hungría (7/4) · Irlanda (7/8) · Islandia (-/1) · Israel (6/1) · Italia (19/14) · Letonia (9/2) · Liechtenstein (1/1) · Macedonia del Norte (1/1) · Malta (1/1) · Moldavia (2/1) · Mónaco (1/-) · Montenegro (1/1) · Noruega (5/8) · Países Bajos (7/3) · Polonia (22/23) · Portugal (13/10) · Reino Unido (24/26) · República Checa (9/12) · Rumania (5/23) · Rusia (37/64) · San Marino (1/1) · Serbia (4/2) · Suecia (15/14) · Suiza (7/5) · Turquía (5/8) · Ucrania (13/29) | Anguila (1/1) · Antigua y Barbuda (2/-) · Antillas Neerlandesas (1/-) · Bahamas (10/6) · Barbados (1/1) · Belice (1/1) · Islas Caimán (-/1) · Canadá (16/8) · Costa Rica (1/1) · Cuba (12/20) · República Dominicana (4/1) · Dominica (1/-) · El Salvador (1/1) · Estados Unidos (66/63) · Granada (1/2) · Guatemala (1/-) · Haití (1/2) · Honduras (1/1) · Islas Vírgenes Británicas (-/1) · Islas Vírgenes de los Estados Unidos (-/1) · Jamaica (20/22) · México (15/8) · Montserrat (1/-) · Nicaragua (1/1) · Puerto Rico (2/-) · San Cristóbal y Nieves (1/1) · San Vicente y las Granadinas (1/1) · Santa Lucía (-/1) · Trinidad y Tobago (7/2) | Australia (26/18) · Islas Cook (1/1) · Fiyi (1/1) · Guam (1/1) · Kiribati (1/1) · Micronesia (1/1) · Nauru (1/1) · Isla Norfolk (1/-) · Nueva Caledonia (1/1) · Nueva Zelanda (6/4) · Palaos (1/1) · Papúa Nueva Guinea (1/1) · Polinesia Francesa (1/1) · Islas Salomón (1/1) · Samoa (1/1) · Samoa Americana (1/-) · Tonga (1/1) · Vanuatu (1/1) | Argentina (4/2) · Bolivia (1/1) · Brasil (20/21) · Chile (1/-) · Colombia (3/3) · Ecuador (5/3) · Guyana (1/2) · Panamá (2/-) · Paraguay (1/-) · Perú (1/-) · Surinam (1/1) · Uruguay (1/-) · Venezuela (1/1) |

## Resultados

### Masculino
| Evento                    | Oro                                                                                   | Plata                                                                   | Bronce                                                                                      |
| ------------------------- | ------------------------------------------------------------------------------------- | ----------------------------------------------------------------------- | ------------------------------------------------------------------------------------------- |
| 100 m (26.08)             | Tyson Gay Estados Unidos 9,85 s                                                       | Derrick Atkins Bahamas 9,91 s                                           | Asafa Powell Jamaica 9,96 s                                                                 |
| 200 m (30.08)             | Tyson Gay Estados Unidos 19,76 s                                                      | Usain Bolt Jamaica 19,91 s                                              | Wallace Spearmon Estados Unidos 20,05 s                                                     |
| 400 m (31.08)             | Jeremy Wariner Estados Unidos 43,45                                                   | LaShawn Merritt Estados Unidos 43,96                                    | Angelo Taylor Estados Unidos 44,32                                                          |
| 800 m (02.09)             | Alfred Kirwa Yego Kenia 1:47,09                                                       | Gary Reed · Canadá · 1:47,10                                            | Yuri Borzakovski · Rusia · 1:47,39                                                          |
| 1500 m (29.08)            | Bernard Lagat Estados Unidos 3:34,77                                                  | Rashid Ramzi Baréin 3:35,00                                             | Shedrack Kibet Korir Kenia 3:35,04                                                          |
| 5000 m (02.09)            | Bernard Lagat Estados Unidos 13:45,87                                                 | Eliud Kipchoge Kenia 13:46,00                                           | Moses Ndiema Kipsiro Uganda 13:46,75                                                        |
| 10 000 m (27.08)          | Kenenisa Bekele Etiopía 27:05,90                                                      | Sileshi Sihine Etiopía 27:09,03                                         | Martin Irungu Mathathi Kenia 27:12,17                                                       |
| 110 m vallas (31.08)      | Xiang Liu China 12,95                                                                 | Terrence Trammell Estados Unidos 12,99                                  | David Payne Estados Unidos 13,02                                                            |
| 400 m vallas (28.08)      | Kerron Clement Estados Unidos 47,61                                                   | Félix Sánchez · República Dominicana · 48,01                            | Marek Plawgo · Polonia · 48,12                                                              |
| 3000 m obstáculos (28.08) | Brimin Kiprop Kipruto Kenia 8:13,82                                                   | Ezekiel Kemboi Kenia 8:16,94                                            | Richard Kipkemboi Mateelong Kenia 8:17,59                                                   |
| 20 km marcha (26.08)      | Jefferson Pérez · Ecuador · 1:22:20                                                   | Francisco Javier Fernández · España · 1:22:40                           | Hatem Ghoula Túnez 1:22:40                                                                  |
| 50 km marcha (01.09)      | Nathan Deakes Australia 3:43:53                                                       | Yohan Diniz Francia 3:44:22                                             | Alex Schwazer · Italia · 3:44:38                                                            |
| Maratón (25.08)           | Luke Kibet Kenia 2:15:59                                                              | Mubarak Hasan Shami Catar 2:17:18                                       | Viktor Röthlin · Suiza · 2:17:25                                                            |
| Salto de altura (29.08)   | Donald Thomas Bahamas 2,35 m                                                          | Yaroslav Rybakov · Rusia · 2,35 m                                       | Kyriakos Ioannou Chipre 2,35 m                                                              |
| Salto con pértiga (01.09) | Brad Walker Estados Unidos 5,86                                                       | Romain Mesnil Francia 5,86                                              | Danny Ecker · Alemania · 5,81                                                               |
| Salto de longitud (30.08) | Irving Saladino · Panamá · 8,57                                                       | Andrew Howe · Italia · 8,47                                             | Dwight Phillips Estados Unidos 8,30                                                         |
| Triple salto (27.08)      | Nelson Évora Portugal 17,74                                                           | Jadel Gregório · Brasil · 17,59                                         | Walter Davis Estados Unidos 17,33                                                           |
| Peso (25.08)              | Reese Hoffa Estados Unidos 22,04                                                      | Adam Nelson Estados Unidos 21,61                                        | Rutger Smith · Países Bajos · 21,13                                                         |
| Disco (28.08)             | Gerd Kanter Estonia 68,94                                                             | Robert Harting · Alemania · 66,68                                       | Rutger Smith · Países Bajos · 66,42                                                         |
| Martillo (27.08)          | Ivan Tsijan · Bielorrusia · 83,63                                                     | Primož Kozmus Eslovenia 82,29                                           | Libor Charfreitag · Eslovaquia · 81,60                                                      |
| Jabalina (02.09)          | Tero Pitkämäki · Finlandia · 89,16                                                    | Andreas Thorkildsen · Noruega · 88,61                                   | Breaux Greer Estados Unidos 86,21                                                           |
| 4 × 100 m (01.09)         | Estados Unidos Darvis Patton Wallace Spearmon Tyson Gay LeRoy Dixon 37,78             | Jamaica Marvin Anderson Usain Bolt Nesta Carter Asafa Powell 37,89      | Reino Unido Christian Malcolm Craig Pickering Marlon Devonish Mark Lewis-Francis 37,90      |
| 4 × 400 m (02.09)         | Estados Unidos LaShawn Merritt Angelo Taylor Darold Williamson Jeremy Wariner 2:55,56 | Bahamas Avard Moncur Michael Mathieu Andre Williams Chris Brown 2:59,18 | Polonia · Marek Plawgo · Daniel Dąbrowski · Marcin Marciniszyn · Kacper Kozłowski · 3:00,05 |
| Decatlón (01.09)          | Roman Šebrle · República Checa · 8676 pts.                                            | Maurice Smith Jamaica 8644 pts.                                         | Dmitri Karpov · Kazajistán · 8586 pts.                                                      |

1. ↑  Paquillo Fernández, quien ganó la medalla de plata en los últimos metros de la prueba, fue descalificado por un juez después de cruzar la línea de meta. La federación española apeló y después de unas horas de incertidumbre le fue devuelta su medalla a Paquillo.[1]
2. ↑  Descalificación por dopaje del medallista de bronce, el bielorruso Andrei Mijnevich.[2]

### Femenino
| Evento                    | Oro                                                                               | Plata                                                                               | Bronce                                                                            |
| ------------------------- | --------------------------------------------------------------------------------- | ----------------------------------------------------------------------------------- | --------------------------------------------------------------------------------- |
| 100 m (27.08)             | Veronica Campbell Jamaica 11,01                                                   | Lauryn Williams Estados Unidos 11,01                                                | Carmelita Jeter Estados Unidos 11,02                                              |
| 200 m (31.08)             | Allyson Felix Estados Unidos 21,81                                                | Veronica Campbell Jamaica 22,34                                                     | Susanthika Jayasinghe Sri Lanka 22,63                                             |
| 400 m (29.08)             | Christine Ohuruogu Reino Unido 49,61                                              | Nicola Sanders Reino Unido 49,65                                                    | Novlene Williams Jamaica 49,66                                                    |
| 800 m (28.08)             | Janeth Jepkosgei Kenia 1:56,04                                                    | Hasna Benhasi Marruecos 1:56,99                                                     | Mayte Martínez · España · 1:57,62                                                 |
| 1500 m (02.09)            | Mariam Yusuf Jamal Baréin 3:58,75                                                 | Irina Lishchinska · Ucrania · 4:00,69                                               | Daniela Yordanova Bulgaria 4:00,82                                                |
| 5000 m (01.09)            | Meseret Defar Etiopía 14:57,91                                                    | Vivian Cheruiyot Kenia 14:58,50                                                     | Priscah Jepleting Cherono Kenia 14:59,21                                          |
| 10 000 m (25.08)          | Tirunesh Dibaba Etiopía 31:55,41                                                  | Kara Goucher Estados Unidos 32:02,05                                                | Joanne Pavey Reino Unido 32:03,81                                                 |
| 100 m vallas (29.08)      | Michelle Perry Estados Unidos 12,46                                               | Perdita Felicien · Canadá · 12,49                                                   | Delloreen Ennis-London Jamaica 12,50                                              |
| 400 m vallas (30.08)      | Jana Rawlinson Australia 53,31                                                    | Yuliya Pechonkina · Rusia · 53,50                                                   | Anna Jesień · Polonia · 53,92                                                     |
| 3000 m obstáculos (27.08) | Yekaterina Volkova · Rusia · 9:06,57                                              | Tatiana Petrova · Rusia · 9:09,19                                                   | Eunice Jepkorir Kenia 9:20,09                                                     |
| 20 km marcha (31.08)      | Olga Kaniskina · Rusia · 1:30,09                                                  | Tatiana Shemiakina · Rusia · 1:30,42                                                | María Vasco · España · 1:30,47                                                    |
| Maratón (02.09)           | Catherine Ndereba Kenia 2:30:37                                                   | Chunxiu Zhou China 2:30:45                                                          | Reiko Tosa Japón 2:30:55                                                          |
| Salto de altura (02.09)   | Blanka Vlasic · Croacia · 2,05 m                                                  | Anna Chicherova · Rusia · Antonieta di Martino · Italia · 2,03 m                    | —                                                                                 |
| Salto con pértiga (28.08) | Yelena Isinbayeva · Rusia · 4,80                                                  | Kateřina Baďurová · República Checa · 4,75                                          | Svetlana Feofanova · Rusia · 4,75                                                 |
| Salto de longitud (28.08) | Tatiana Lebedeva · Rusia · 7,03                                                   | Liudmila Kolchanova · Rusia · 6,92                                                  | Tatiana Kotova · Rusia · 6,90                                                     |
| Triple salto (31.08)      | Yargelis Savigne · Cuba · 15,28                                                   | Tatiana Lebedeva · Rusia · 15,07                                                    | Marija Šestak Eslovenia 14,72                                                     |
| Peso (26.08)              | Valerie Vili Nueva Zelanda 20,54                                                  | Nadine Kleinert · Alemania · 19,77                                                  | Li Ling China 19,38                                                               |
| Disco (29.08)             | Franka Dietzsch · Alemania · 66,61                                                | Yarelis Barrios · Cuba · 63,90                                                      | Nicoleta Grasu · Rumania · 63,40                                                  |
| Martillo (30.08)          | Betty Heidler · Alemania · 74,76                                                  | Yipsi Moreno · Cuba · 74,74                                                         | Wexiu Zhang China 74,39                                                           |
| Jabalina (31.08)          | Barbora Špotáková · República Checa · 67,07                                       | Christina Obergföll · Alemania · 66,46                                              | Steffi Nerius · Alemania · 64,42                                                  |
| 4 × 100 m (01.09)         | Estados Unidos Lauryn Williams Allyson Felix Mikele Barber Torri Edwards 41,98    | Jamaica Sheri-Ann Brooks Kerron Stewart Simone Facey Veronica Campbell 42,01        | Bélgica · Olivia Borlée · Hanna Marien · Elodie Ouedraogo · Kim Gevaert · 42,75   |
| 4 × 400 m (02.09)         | Estados Unidos Dee Dee Trotter Allyson Felix Mary Wineberg Sanya Richards 3:18,55 | Jamaica Shericka Williams Shereefa Lloyd Davita Prendagast Novlene Williams 3:19,73 | Reino Unido Christine Ohuruogu Marilyn Okoro Lee McConnell Nicola Sanders 3:20,04 |
| Heptatlón (26.08)         | Carolina Klüft · Suecia · 7032 pts.                                               | Liudmila Blonska · Ucrania · 6832 pts.                                              | Kelly Sotherton Reino Unido 6510 pts.                                             |

1. ↑  Descalificación por dopaje de la medallista de plata, la rusa Yelena Soboleva.[3]
2. ↑  Descalificación por dopaje de la medallista de plata, la turca Elvan Abeylegesse.[4]
3. ↑  Descalificación por dopaje de la medallista de bronce, la griega Hrisopiyí Devetzí.[5]
4. ↑  Descalificación por dopaje de la medallista de plata, la bielorrusa Nadzeya Astapchuk.[6]
5. ↑  Descalificación por dopaje de la medallista de plata, la rusa Daria Pishchalnikova.[7]

## Medallero
| Núm. | País                 | Oro | Plata | Bronce | Total |
| ---- | -------------------- | --- | ----- | ------ | ----- |
| 1    | Estados Unidos       | 14  | 5     | 7      | 26    |
| 2    | Kenia                | 5   | 3     | 5      | 13    |
| 3    | Rusia                | 4   | 7     | 3      | 14    |
| 4    | Etiopía              | 3   | 1     | 0      | 4     |
| 5    | Alemania             | 2   | 3     | 2      | 7     |
| 6    | República Checa      | 2   | 1     | 0      | 3     |
| 7    | Australia            | 2   | 0     | 0      | 2     |
| 8    | Jamaica              | 1   | 6     | 3      | 10    |
| 9    | Bahamas              | 1   | 2     | 0      | 3     |
| 9    | Cuba                 | 1   | 2     | 0      | 3     |
| 11   | Reino Unido          | 1   | 1     | 4      | 6     |
| 12   | China                | 1   | 1     | 2      | 4     |
| 13   | Baréin               | 1   | 1     | 0      | 2     |
| 14   | Bielorrusia          | 1   | 0     | 0      | 1     |
| 15   | Croacia              | 1   | 0     | 0      | 1     |
| 15   | Ecuador              | 1   | 0     | 0      | 1     |
| 15   | Estonia              | 1   | 0     | 0      | 1     |
| 15   | Finlandia            | 1   | 0     | 0      | 1     |
| 15   | Nueva Zelanda        | 1   | 0     | 0      | 1     |
| 15   | Panamá               | 1   | 0     | 0      | 1     |
| 15   | Portugal             | 1   | 0     | 0      | 1     |
| 15   | Suecia               | 1   | 0     | 0      | 1     |
| 23   | Italia               | 0   | 2     | 1      | 3     |
| 24   | Canadá               | 0   | 2     | 0      | 2     |
| 24   | Francia              | 0   | 2     | 0      | 2     |
| 24   | Ucrania              | 0   | 2     | 0      | 2     |
| 27   | España               | 0   | 1     | 2      | 3     |
| 28   | Eslovenia            | 0   | 1     | 1      | 2     |
| 29   | Brasil               | 0   | 1     | 0      | 1     |
| 29   | Catar                | 0   | 1     | 0      | 1     |
| 29   | Marruecos            | 0   | 1     | 0      | 1     |
| 29   | Noruega              | 0   | 1     | 0      | 1     |
| 29   | República Dominicana | 0   | 1     | 0      | 1     |
| 34   | Polonia              | 0   | 0     | 3      | 3     |
| 35   | Países Bajos         | 0   | 0     | 2      | 2     |
| 36   | Bélgica              | 0   | 0     | 1      | 1     |
| 36   | Bulgaria             | 0   | 0     | 1      | 1     |
| 36   | Chipre               | 0   | 0     | 1      | 1     |
| 36   | Eslovaquia           | 0   | 0     | 1      | 1     |
| 36   | Japón                | 0   | 0     | 1      | 1     |
| 36   | Kazajistán           | 0   | 0     | 1      | 1     |
| 36   | Rumania              | 0   | 0     | 1      | 1     |
| 36   | Sri Lanka            | 0   | 0     | 1      | 1     |
| 36   | Suiza                | 0   | 0     | 1      | 1     |
| 36   | Túnez                | 0   | 0     | 1      | 1     |
| 36   | Uganda               | 0   | 0     | 1      | 1     |
|      | TOTAL                | 47  | 48    | 46     | 141   |